# Gertrude Lilian Entwisle
Gertrude Lilian Entwisle (Swinton, 12 juni 1892 – Sale, 18 november 1961) was een Brits elektrotechnisch ingenieur. Ze was het eerste aspirant-lid van het Institution of Electrical Engineers (een voorloper van het huidige IET) en de eerste vrouwelijke ingenieur die werkzaam was bij British Westinghouse, de Britse tak van het Amerikaanse Westinghouse. Entwisle was bekend van haar werk betreffende gelijkstroommotoren en dynamo's.

## Biografie
Entwisle genoot haar opleiding aan de Manchester High School for Girls en verkreeg vervolgens een studiebeurs om te studeren aan de Universiteit van Manchester van 1911 tot 1914. Ze studeerde aanvankelijk natuurkunde, maar ging technieklessen volgen toen die open werden gesteld voor vrouwelijke studenten.
In 1915, aan het begin van de Eerste Wereldoorlog, was British Westinghouse (later Metropolitan-Vickers) op zoek naar vrouwelijke technici om het tekort van gekwalificeerde mannelijk technische werknemers te vervangen. Hoofdingenieur John S. Peck benaderde het Manchester College of Science and Technology om te informeren naar geschikte kandidates. Toen deze uitnodiging onder Entwisles aandacht kwam, trad ze in dienst van dit bedrijf. Eerst was ze werkzaam op de testafdeling, later ging ze ook gelijkstroommachines ontwerpen.
Aanvankelijk was enige beroering bij de bedrijfsleiding toen ze toestemming vroeg om bij de ontwerpafdeling te mogen werken; uiteindelijk werd ze toegelaten, mits ze geen broek droeg.

## Organisaties
Entwisle trad in 1916 als Student Member toe tot het Institution of Electrical Engineers, werd in 1919 Graduate Member en Associate Member het jaar erop – ze was daarmee de eerste vrouw die lid werd in al deze rangen. Echter, toen ze haar eerste IEE-lezing bezocht, schorste de voorzitter de bijeenkomst omdat hij veronderstelde dat ze een militante suffragette was die de bijeenkomst kwam verstoren. Toen bleek dat dit niet geval was werd ze als gelijkwaardige geaccepteerd door haar mede-technici en iedere volgende keer dat ze werd tegengehouden tijdens een bijeenkomst, verscheen de secretaris die voor haar instond.
In 1919 werd de Woman's Engineering Society opgericht waarvan Entwisle een van de oprichtsters was. Ze was lid van de raad alsmede de eerste secretaris van de Manchester-afdeling en voorzitter in 1942 en 1943.
1. ↑  (en) Henrietta Heald (19 september 2019). Magnificent Women and Their Revolutionary Machines. Unbound Publishing. ISBN 978-1-78352-679-6. Gearchiveerd op 15 juli 2023.
2. ↑  Presidents Past & Present | Women's Engineering Society. www.wes.org.uk. Gearchiveerd op 23 september 2017. Geraadpleegd op 10 januari 2020.